# شونيتشي سوزوكي (سياسي)
شونيتشي سوزوكي (باليابانية: 鈴木 俊) هو سياسي ياباني يشغل منصب وزير المالية منذ أكتوبر 2021. يشغل عضو في الحزب الليبرالي الديمقراطي.